# ريج بلامر
ريج بلامر هو لاعب هوكي الحقل كندي، ولد في 6 أغسطس 1953.

## وصلات خارجية
- ريج بلامر على موقع الاتحاد الدولي للهوكي (الإنجليزية)
- ريج بلامر على موقع اللجنة الأولمبية الدولية (الإنجليزية)
- ريج بلامر على موقع أوليمبيديا (الإنجليزية)
- ريج بلامر على موقع اللجنة الأولمبية الكندية (الإنجليزية)